# Бродячая собака (кафе)
«Подвал Бродя́чей соба́ки» — литературно-артистическое кабаре, один из центров культурной жизни Серебряного века. Артистическое кафе или арт-подвал «Бродячая собака» действовало с 31 декабря 1911-го по 3 марта 1915 года в доме № 5 по Михайловской площади (ныне — Площадь Искусств) Петрограда. В названии обыгран образ художника как бесприютного пса. В 2001 году кафе на историческом месте было вновь открыто на волне интереса к дореволюционной истории и Серебряному веку.

## История
Было открыто антрепренёром Борисом Прониным в канун 1912 года в подвале дома Жако и закрыто весной 1915 года, во время Первой мировой войны, вскоре после антивоенного выступления В. Маяковского. Её учредителем выступило Общество интимного театра: его в 1909 году основали режиссёры Николай Евреинов, Федор Комиссаржевский, Александр Мгебров, писатель Алексей Толстой и сам Пронин. Они и придумали название кабаре. Когда в конце декабря 1911 года компания искала в Петрограде место, чтобы отметить Новый год, Толстой спросил у Евреинова: «А не напоминаем ли мы сейчас бродячих собак, которые ищут приюта?» А тот ему ответил: «Вы нашли название нашей затее, пусть этот подвал называется „Бродячей собакой“».
Стены кафе были расписаны художником С. Судейкиным. Именно он помимо панно рисовал программы вечеров и даже маскарадные костюмы.

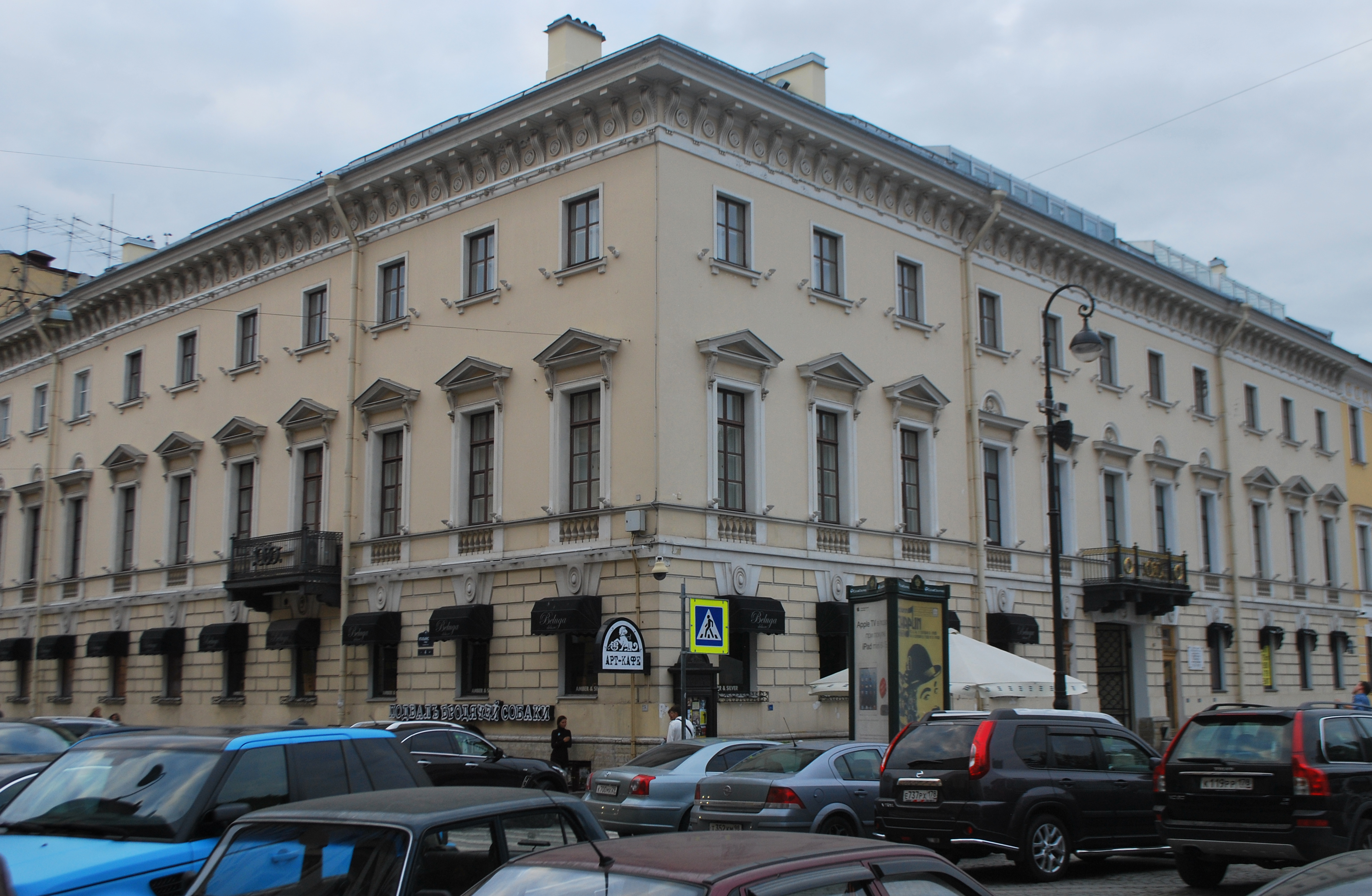
Дом Жако — Кабаре «Бродячая собака»

Кабаре изначально задумывалось как площадка для собраний представителей искусства: поэтов, писателей, художников, актёров и музыкантов. Над входом в «Подвал» даже висел плакат с надписью «Все между собой считаются знакомы». Сюда приходили, например, футуристы, символисты, акмеисты, «цеховики», «мирискуссники». В «Бродячей собаке» веселились, читали стихи, дискутировали и просто общались: для многих она стала вторым домом.
Здесь устраивались театральные представления, лекции, поэтические и музыкальные вечера. Именно там впервые прочитывались многие стихи и звучали музыкальные пьесы, о чём сохранилось немало воспоминаний. «Саркастическая музыка Эренберга остро звучала в литературно-артистическом кабаре „Бродячая собака“ и в „Привале комедиантов“».
Славу арт-подвала составили его посетители: Анна Ахматова, Осип Мандельштам, Николай Гумилёв, Игорь Северянин, Надежда Тэффи, Владимир Маяковский, Велимир Хлебников, Всеволод Мейерхольд, Михаил Кузмин, Артур Лурье, Константин Бальмонт, Тамара Карсавина, Алексей Толстой, Аркадий Аверченко, Сергей Судейкин, Николай Сапунов, Николай Кульбин, Николай Евреинов, Рюрик Ивнев, Паллада Богданова-Бельская, Дмитрий Тёмкин, Алексей Лозина-Лозинский и другие.
Анна Ахматова посвятила «Бродячей собаке» стихотворения «Все мы бражники здесь, блудницы…» и «Да, я любила их, те сборища ночные…»
Упоминается в многочисленных мемуарах. В частности, поэт-футурист Бенедикт Лившиц, о котором поклонники льстиво говорили, что вокруг него всегда пляшет хоровод из девяти муз, вспоминал о «Бродячей собаке» такими словами: 

«Основной предпосылкой „собачьего“ бытия было деление человечества на две неравные категории: на представителей искусства и на „фармацевтов“, под которыми подразумевались все остальные люди, чем бы они ни занимались и к какой бы профессии они ни принадлежали».
С. М. Волков
Однако тон в этом заведении до начала войны с Германией всё же задавали не футуристы, а акмеисты и их друзья. В этом артистическом подвале они жили «для себя» и «для публики», исполняя роль богемы имперской столицы. Съезжались обыкновенно после полуночи, а расходились — только под утро. Спустя два десятка лет Бенедикт Лившиц в своих воспоминаниях оставил нам внешне ироническое, но по сути восхищённое описание этого «интимного парада», на котором поэт превращался в актёра на подмостках, а читатель — в зрителя. Вот всего один отрывок из его текстов, посвящённых этому времени: 

"Затянутая в чёрный шёлк, с крупным овалом камеи у пояса, вплывала Ахматова, задерживаясь у входа, чтобы по настоянию кидавшегося ей навстречу Пронина вписать в «свиную» книгу свои последние стихи, по которым простодушные «фармацевты» строили догадки, щекотавшие их любопытство.

В длинном сюртуке и чёрном регате, не оставлявший без внимания ни одной красивой женщины, отступал, пятясь между столиков, Гумилёв, не то соблюдая таким образом придворный этикет, не то опасаясь «кинжального взора в спину».
Кабаре не только развлекало посетителей, но и проводило множество культурных мероприятий, в частности лекции о театральном искусстве (Сергей Ауслендер), "О новом мировоззрении (Николай Кульбин), диспуты на тему эзотерики, магии и религии.
В кабаре сложился свой «собачий уклад», состоявший из множества обычаев. Помимо ударов в турецкий барабан, была, например, «свиная книга» — в неё поначалу записывали приходивших гостей, но позднее она приобрела почти сакральную роль общего альбома. Более того, у «Собаки» существовали собственный герб, гимны на открытие и закрытие встреч, а также ордена и даже специальные знаки отличия.
По выражению Бенедикта Лившица, « …первое же дыхание войны сдуло румяна со щёк завсегдатаев „Бродячей собаки“». Официальной причиной закрытия кафе весной 1915 года была объявлена нелегальная продажа алкоголя. Часто называют причиной закрытия и пацифистские выступления Маяковского. Истинные причины, по-видимому, были финансовыми. После этого многие постояльцы переехали в «Привал комедиантов» — ещё одну знаковую площадку петербургского Серебряного века.
Во время Великой Отечественной войны в подвале располагалось бомбоубежище.

## Традиции

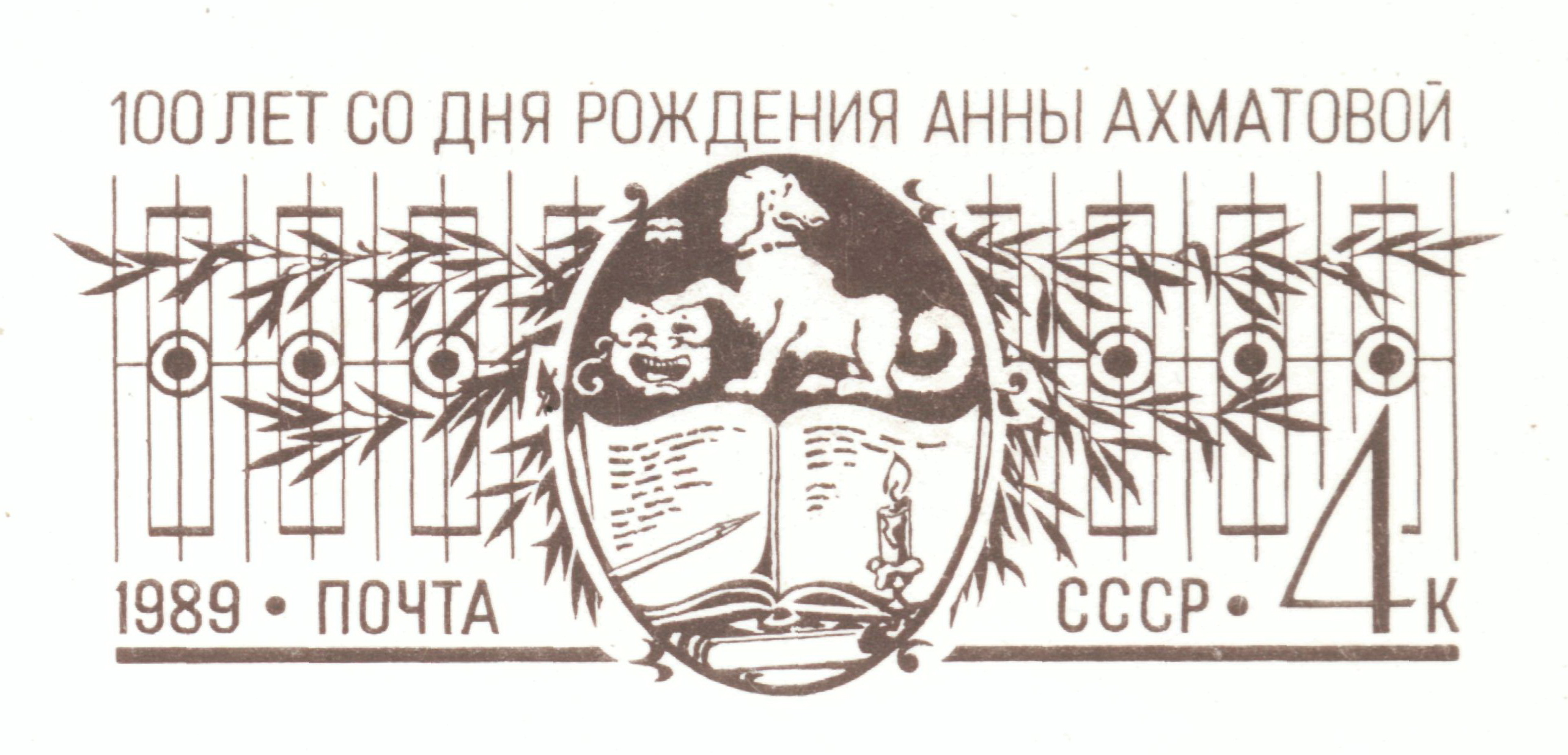
Марка с эмблемой «Бродячей собаки», художник Ю. Арцименев, 1989

Кафе «Бродячая собака» на историческом месте было вновь открыто в 2001 году на волне интереса к дореволюционной истории и Серебряному веку.
Одноимённые заведения, вдохновленные образом исторической «Бродячей собаки», существуют в других городах России:
- В 1995 году в Казани при Литературно-мемориальном музее А. М. Горького было открыто литературное кафе «Бродячая собака», где размещается стационарная выставка «Поэты Серебряного века» и проходят различные культурные мероприятия и встречи.
- С 2006 года в Новосибирске действует кабаре-кафе «Бродячая собака».

Заведения ориентированы на поддержание литературных и артистических традиций оригинальной «Бродячей собаки».